# صفحه چینی
صفحه چینی (به انگلیسی: The China Plate) یک فیلم کوتاه انیمیشن از مجموعه سمفونی احمقانه به کارگردانی ویلفرد جکسون محصول سال ۱۹۳۱ والت دیزنی است.